# Martin Prochazka
Martin Prochazka, född 3 mars 1972 i Slany, Tjeckien, är en tjeckisk före detta professionell ishockeyspelare (forward). Han spelade för tjeckiska HC Kladno med den så kallade Kladnokedjan, tillsammans med Pavel Patera och Otakar Vejvoda. I maj 1996 blev de alla tre världsmästare med tjeckiska landslaget vid turneringen i Wien i Österrike. Säsongen 1996–1997 spelade de alla för svenska AIK.